# L'Angle mort (album)
Pour les articles homonymes, voir Angle mort (homonymie) et Angle (homonymie).
L'Angle mort est un album des rappeurs Casey et Hamé sur une musique du trio free rock Zone libre composé de Marc Sens, Cyril Bilbeaud et Serge Teyssot-Gay.

## Liste des titres
| No | Titre                     | Paroles                            | Durée |
| -- | ------------------------- | ---------------------------------- | ----- |
| 1. | Les Mains noires          | Hamé, Casey, Aimé Césaire (sample) | 3:52  |
| 2. | L'Angle mort              | Hamé, Casey                        | 5:34  |
| 3. | Purger ma peine           | Casey                              | 6:19  |
| 4. | E.L.S.A.                  | Hamé                               | 2:58  |
| 5. | Le Mur                    | Hamé                               | 4:19  |
| 6. | Une Tête à la traine      | Casey                              | 4:03  |
| 7. | 1/20                      | Hamé, Casey                        | 3:02  |
| 8. | La Chanson du mort-vivant | Casey                              | 5:13  |
| 9. | Maintenant                | Hamé                               | 4:19  |